# LiveSOS
LiveSOS è il primo album dal vivo del gruppo musicale australiano 5 Seconds of Summer, pubblicato il 15 dicembre 2014 dalla Capitol Records.

## Tracce
1. 18 – 5:57
2. Out of My Limit – 3:25
3. Disconnected – 3:45
4. Amnesia – 4:16
5. Beside You – 3:58
6. Everything I Didn't Say – 3:57
7. Long Way Home – 4:26
8. Heartache on the Big Screen – 4:02
9. American Idiot – 3:20 – originariamente interpretata dai Green Day
10. Teenage Dream – 4:12 – originariamente interpretata da Katy Perry
11. Good Girls – 2:55
12. What I Like About You – 3:55
13. End Up Here – 3:04
14. She Looks So Perfect – 4:26
15. What I Like About You (Studio Mix) – 2:31 – originariamente interpretata dai The Romantics

## Formazione
- Michael Clifford – chitarra, voce
- Luke Hemmings – chitarra, voce
- Calum Hood – basso, voce
- Ashton Irwin – batteria, voce